# Phaseolus cibellii
Phaseolus cibellii är en ärtväxtart som beskrevs av Emilio Chiovenda. Phaseolus cibellii ingår i släktet bönor, och familjen ärtväxter. Inga underarter finns listade i Catalogue of Life.